# Herpsilochmus rufimarginatus
El tiluchí alirrufo  (Herpsilochmus rufimarginatus), también denominado batará de alas canelas (en Argentina), tiluchí ala rojiza o roja (en Paraguay y Argentina) o tiluchí alirrufo sureño, es una especie de ave paseriforme de la familia Thamnophilidae perteneciente al numeroso género Herpsilochmus. Estudios recientes sugieren que un par de subespecies trdicionalmente agrupadas en la presente, debían ser separadas como la especie Herpsilochmus frater. Es nativa del este de Sudamérica.

## Distribución y hábitat
Se distribuye en el sureste y sur de Brasil (desde el este de Bahía), este de Minas Gerais y Espírito Santo hacia el sur hasta el sur de Minas Gerais, São Paulo, Río de Janeiro, Paraná y sureste de Santa Catarina), y hacia el interior del sureste de Brasil, este de Paraguay (a oriente del río Paraguay) y extremo noreste de Argentina (Misiones).
Esta especie puede ser localmente muy común en sus hábitats naturales: las selvas húmedas de tierras bajas y estribaciones y los bordes, típicamente en el interior de enmarañados de enredaderas en el estrato medio y en el sub-dosel, pero también en el dosel de árboles altos y crecimientos secundarios. Prefiere el interior de las selvas de la Mata Atlántica, con menos frecuencia los bordes; localmente también se encuentra en bosques altos de restinga de suelos de arena blanca. Hasta los 1100 m de altitud.

## Sistemática

### Descripción original
La especie H. rufimarginatus fue descrita por primera vez por el naturalista neerlandés Coenraad Jacob Temminck en 1822 bajo el nombre científico «Myiothera marginata»; la localidad tipo es: «Río de Janeiro, Brasil».

### Etimología
El nombre genérico masculino «Herpsilochmus» se compone de las palabras del griego «herpō»: ‘reptar’, ‘arrastrarse’ y «lokhmē»: ‘matorral’, ‘chaparral’; y el nombre de la especie «rufimarginatus», se compone de las palabras del latín «rufus»: ‘rufo, rojizo’ y «marginatus»: ‘bordeado, marginado’.

### Taxonomía
Algunos autores, como Aves del Mundo y Birdlife International, consideran al taxón scapularis (junto a H. r. frater y H. r. exiguus) como la especie separada Herpsilochmus scapularis (Wied-Neuwied, 1831), sobre la base de diferencias morfológicas y de vocalización.
Sin embargo, estudios en profundidad de las vocalizaciones de los cuatro taxones qu estaban compreendidos en la presente especie, concluyeron que H. rufimarginatus frater (incluyendo H. r. exiguus) debía ser tratada como especie separada, y que el taxón scapularis (con localidad tipo en el estado de Bahia, dentro de la zona de la subespecie nominal) sería apenas un sinónimo posterior de rufimarginatus, y por lo tanto inválido.
La separación del tiluchí alirrufo norteño Herpsilochmus frater y la invalidez de H. scapularis fueron referendados en la Propuesta N° 870 al Comité de Clasificación de Sudamérica (SACC), en 2020.

### Subespecies
Según las clasificaciones del Congreso Ornitológico Internacional (IOC) y Clements Checklist/eBird v.2021, no se reconocen subespecies. Existen dudas sobre la población existente en el noreste de Brasil, en la costa de Paraíba hacia el sur hasta Alagoas, que algunos autores sugieren pertenezca a Herpsilochmus frater.